# 스콜 (노르드 신화)

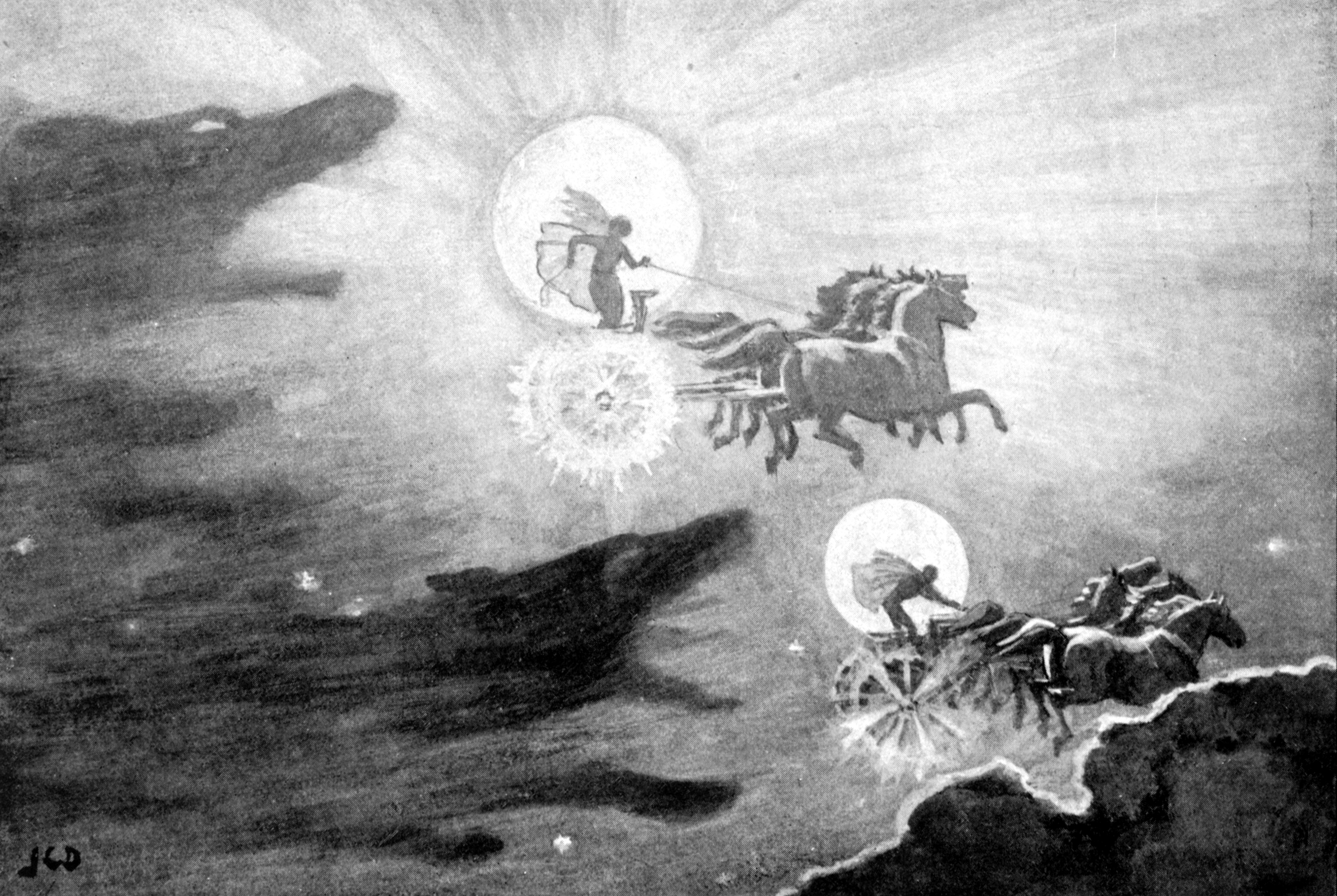
《해와 달을 쫓는 늑대들》(1909년 그림)

스콜(고대 노르드어: Skǫll→배반)은 솔의 전차를 끄는 말 아르바크와 알스비드를 쫓는 바르그이다. 스콜은 매일매일 솔의 태양전차를 쫓으면서 그녀를 잡아 먹으려고 한다. 스콜의 형제인 하티는 달의 신인 마니를 쫓는다. 라그나로크의 말세가 도래하면 스콜과 하티는 마침내 소원을 성취하게 된다.

## 참고 문헌
- Orchard, Andy (1997). Dictionary of Norse Myth and Legend. Cassell. ISBN 0-304-34520-2